# Dawood Public School
Die Dawood Public School (DPS) ist eine unabhängige, durch Schulgebühren finanzierte Mädchenschule in Karatschi.
Die Schule bietet ein ganzheitliches Bildungsprogramm für über 2500 Mädchen im Alter von 2 bis 19 Jahren an. Das beinhaltet Vorschul- (nursery school), Grundschul- (junior school) und Sekundarschulunterricht (senior school).

## Geschichte
Die Schule wurde 1983 von Ahmed Dawood gegründet. Anfänglich wurden nur Schülerinnen bis zur fünften Klasse unterrichtet. Seit 1989 wird auch der O-Level angeboten, seit 2010 auch der A-Level (Abitur).